# Seward Highway

La Seward Highway est une route d'Alaska aux États-Unis qui s'étend sur 201 kilomètres (125 mi) entre Seward, dans la Péninsule Kenai et Anchorage, le long du Turnagain Arm. Elle a été terminée en 1951.
Elle est numérotée Alaska Route 9 pendant les premiers 58 kilomètres (36 mi) depuis Seward jusqu'à la Sterling Highway et Alaska Route 1 ensuite jusqu'à Anchorage. À l'intersection de la Sterling Highway Alaska Route 1 se dirige vers l'ouest en direction de Sterling et Homer.
À 13 kilomètres (8 mi) d'Anchorage la Seward Highway se présente avec les caractéristiques d'une autoroute (freeway). Dans la ville d'Anchorage, au niveau de la 5th Avenue East, la Route Alaska 1 tourne vers l'est et devient la Glenn Highway.

## Villes et lieux desservis
| Seward Highway                   |                               |                |                |                                                                   | |
| Comté                            | Municipalité                  | mi             | km             | Intersections / Destinations                                      | Notes |
| Borough de la péninsule de Kenai | Seward                        | 0.000          | 0.000          | Railway Avenue                                                    | Terminus méridional de la Seward Highway et de l'AK-9                                                                                    |
| Borough de la péninsule de Kenai | Seward                        | 0.650          | 1.046          | A Street                                                          | |
| Borough de la péninsule de Kenai | Seward                        | 1.468          | 2.363          | Port Avenue                                                       | |
| Borough de la péninsule de Kenai | Bear Creek                    | 3.267          | 5.258          | Nash Road                                                         | |
| Borough de la péninsule de Kenai | Bear Creek                    | 3.768          | 6.064          | Herman Leirer Road (Anciennement Exit Glacier Road)               | |
| Borough de la péninsule de Kenai | Bear Creek                    | 6.667          | 10.729         | Bear Lake Road                                                    | |
| Borough de la péninsule de Kenai | Primrose                      | 16.970         | 27.311         | Primrose Spur Road                                                | |
| Borough de la péninsule de Kenai | Moose Pass                    | 28.845         | 46.422         | Depot Road                                                        | |
| Borough de la péninsule de Kenai | Moose Pass                    | 32.125         | 51.700         | Johnson Pass Trail                                                | |
| Borough de la péninsule de Kenai | Moose Pass                    | 36.495– 37.110 | 58.733– 59.723 | AK-1 (Sterling Highway) vers Kenai et Homer                       | Extrémité nord de l'AK-9, la Seward Highway emprunte le tracé de l'AK-1, emprunté jusque-là par la Sterling Highway.                     |
| Borough de la péninsule de Kenai |                               | 45.367         | 73.011         | Summit Lake Lodge                                                 | Summit Lake Lodge |
| Borough de la péninsule de Kenai |                               | 55.729         | 89.687         | Hope Highway                                                      | Terminus sud de l'Hope Highway |
| Borough de la péninsule de Kenai |                               | 67.461         | 108.568        | Col de Turnagain                                                  | Col de Turnagain |
| Borough de la péninsule de Kenai |                               | 74.341         | 119.640        | Pont sur l'Ingram Creek                                           | Pont sur l'Ingram Creek |
| Municipalité d' Anchorage        | Municipalité d' Anchorage     | 78.040         | 125.593        | Portage Glacier Highway                                           | Extrémité orientale de cette route |
| Municipalité d' Anchorage        | Municipalité d' Anchorage     | 79.566         | 128.049        | Gare de ferroutage de l'Alaska Railroad                           | |
| Municipalité d' Anchorage        | Municipalité d' Anchorage     | 89.322         | 143.750        | Alyeska Highway vers Crow Creek Road                              | Terminus sud de l'Alyeska Highway; route d'accès vers Girdwood                                                                           |
| Municipalité d' Anchorage        | Municipalité d' Anchorage     | 100.016        | 160.960        | Sawmill Road                                                      | Route d'accès vers le village de Bird |
| Municipalité d' Anchorage        | Municipalité d' Anchorage     | 103.064        | 165.865        | Indian Road                                                       | Route d'accès vers le village d'Indian                                                                                                   |
| Municipalité d' Anchorage        | Municipalité d' Anchorage     | 110.863        | 178.417        | McHugh Creek Campground Road                                      | |
| Municipalité d' Anchorage        | Municipalité d' Anchorage     | 114.493        | 184.259        | Potter Valley Road                                                | |
| Municipalité d' Anchorage        | Municipalité d' Anchorage     | 116.782        | 187.942        | East 154th Avenue                                                 | |
| Municipalité d' Anchorage        | Municipalité d' Anchorage     | 116.782        | 187.942        | Début de la section autoroutière                                  | Début de la section autoroutière |
| Municipalité d' Anchorage        | Municipalité d' Anchorage     | 117.175        | 188.575        | Rabbit Creek Road                                                 | |
| Municipalité d' Anchorage        | Municipalité d' Anchorage     | 117.656        | 189.349        | De Armoun Road                                                    | Sortie en direction du sud et entrée en direction du nord; extrémité sud de la route latérale Brayton Drive                              |
| Municipalité d' Anchorage        | Municipalité d' Anchorage     | 118.771        | 191.143        | Huffman Road                                                      | |
| Municipalité d' Anchorage        | Municipalité d' Anchorage     | 119.803        | 192.804        | O'Malley Road/Minnesota Drive                                     | Terminus sud de l'O'Malley Road/Minnesota Drive                                                                                          |
| Municipalité d' Anchorage        | Municipalité d' Anchorage     | 121.314        | 195.236        | East Dimond Boulevard Abbott Road                                 | Extrémité sud de la route latérale Homer Drive                                                                                           |
| Municipalité d' Anchorage        | Municipalité d' Anchorage     | 122.018        | 196.369        | East 76th Avenue Lore Road                                        | Sortie en direction du sud et entrée vers le nord                                                                                        |
| Municipalité d' Anchorage        | Municipalité d' Anchorage     | 122.816        | 197.653        | East Dowling Road                                                 | |
| Municipalité d' Anchorage        | Municipalité d' Anchorage     | 123.821        | 199.271        | East Tudor Road                                                   | Extrémité nord des routes latérales Brayton Drive et Homer Drive                                                                         |
| Municipalité d' Anchorage        | Municipalité d' Anchorage     | 124.363        | 200.143        | East 36th Avenue                                                  | Fin de la section autoroutière |
| Municipalité d' Anchorage        | Municipalité d' Anchorage     | 124.752        | 200.769        | East Benson Boulevard                                             | Uniquement vers l'est |
| Municipalité d' Anchorage        | Municipalité d' Anchorage     | 124.877        | 200.970        | East Northern Lights Boulevard                                    | Uniquement vers l'ouest |
| Municipalité d' Anchorage        | Municipalité d' Anchorage     | 125.059        | 201.263        | East Fireweed Lane                                                | |
| Municipalité d' Anchorage        | Municipalité d' Anchorage     | 125.336        | 201.709        | Intersection entre Gambell Street, Ingra Street, East 20th Avenue | Fin de la Seward Highway, l'AK-1 continue vers le Downtown d'Anchorage avant de devenir une fois sortie de ce quartier la Glenn Highway. |
|                                  | Terminus de multiplex         |                |                |                                                                   | |
|                                  | Accès incomplet               |                |                |                                                                   | |
|                                  | Transition de numéro de route |                |                |                                                                   | |

## Galerie d'images

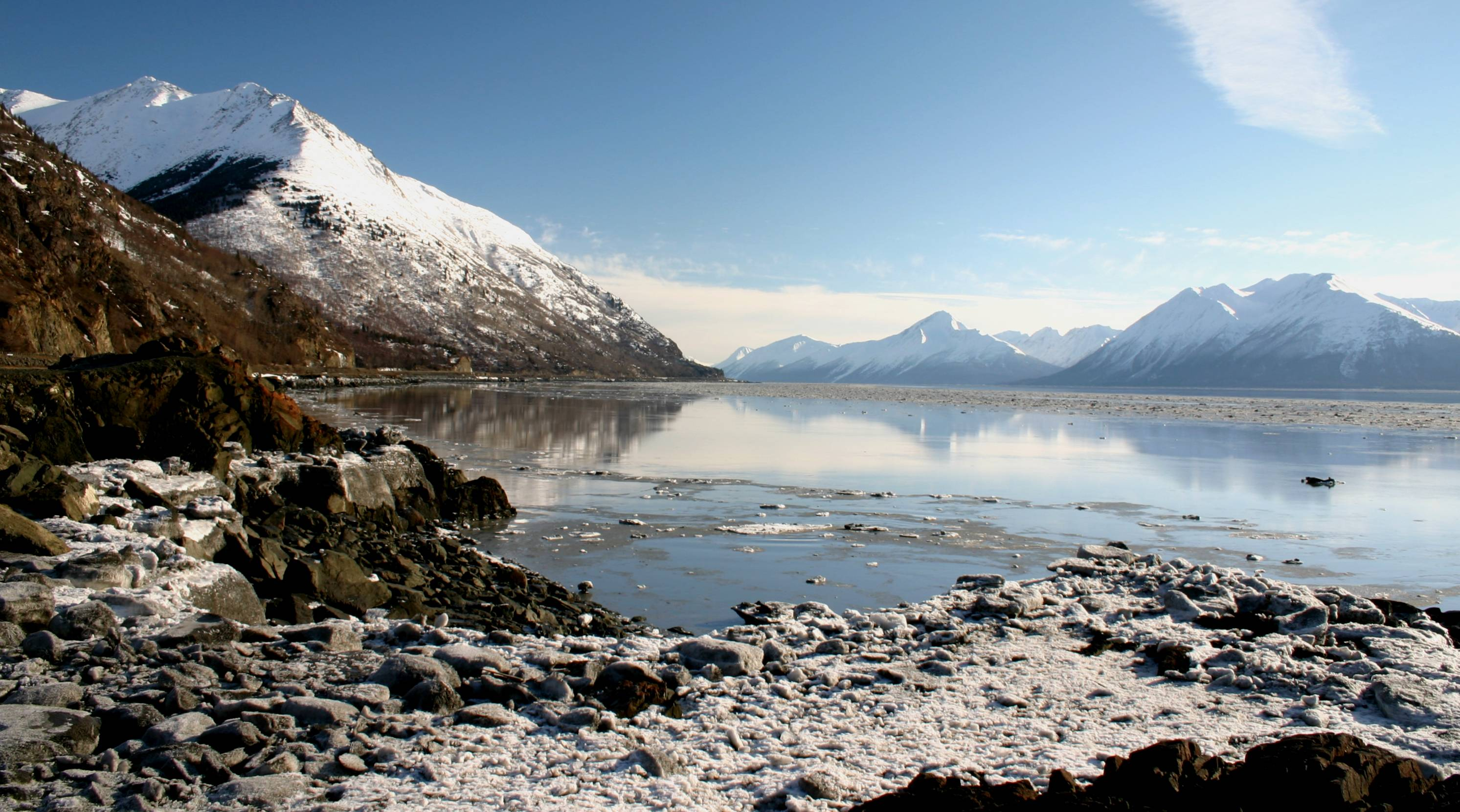
Vue depuis la Steward Highway à Beluga Point
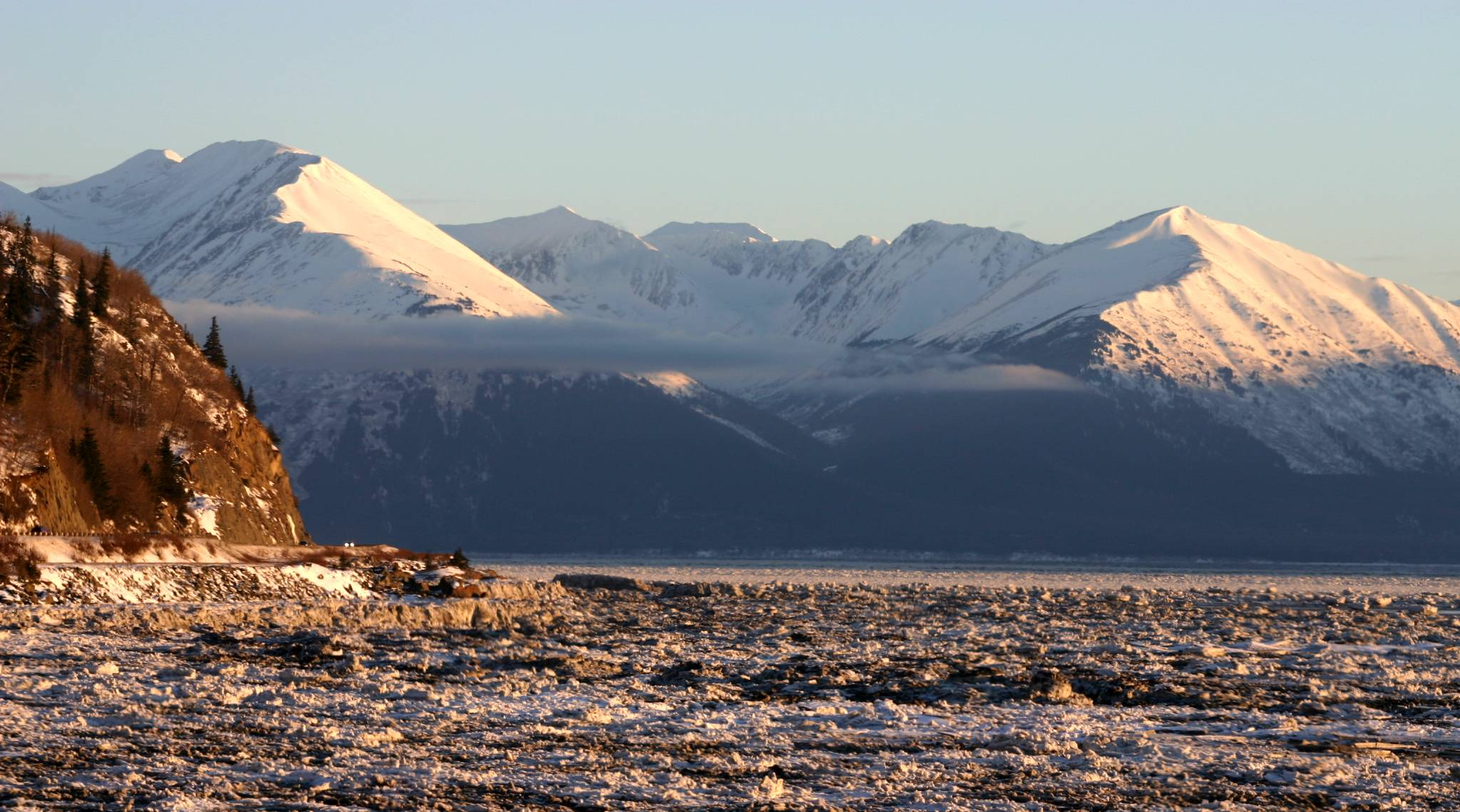
vue depuis la Steward Highway sur Turnagain Arm
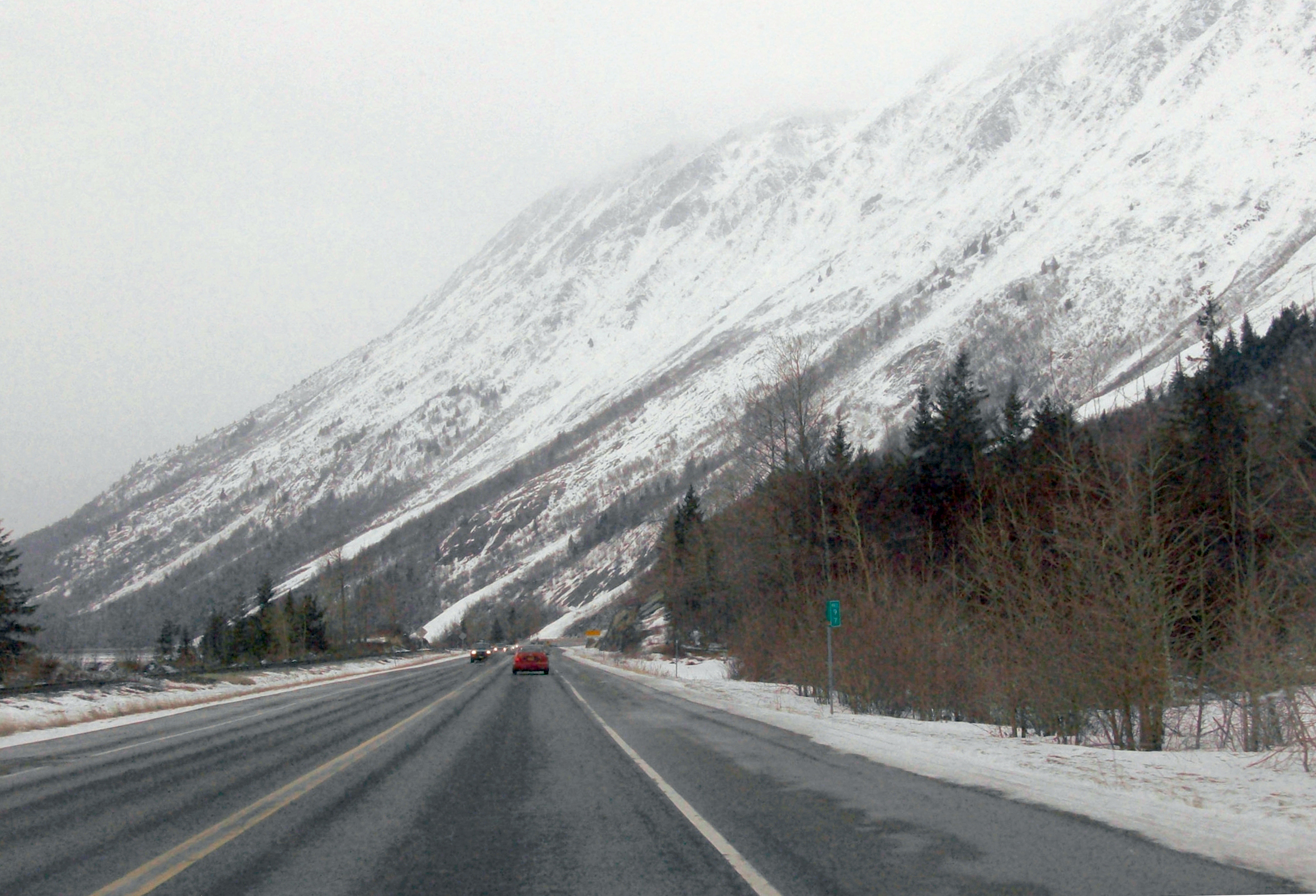
Steward Highway en hiver
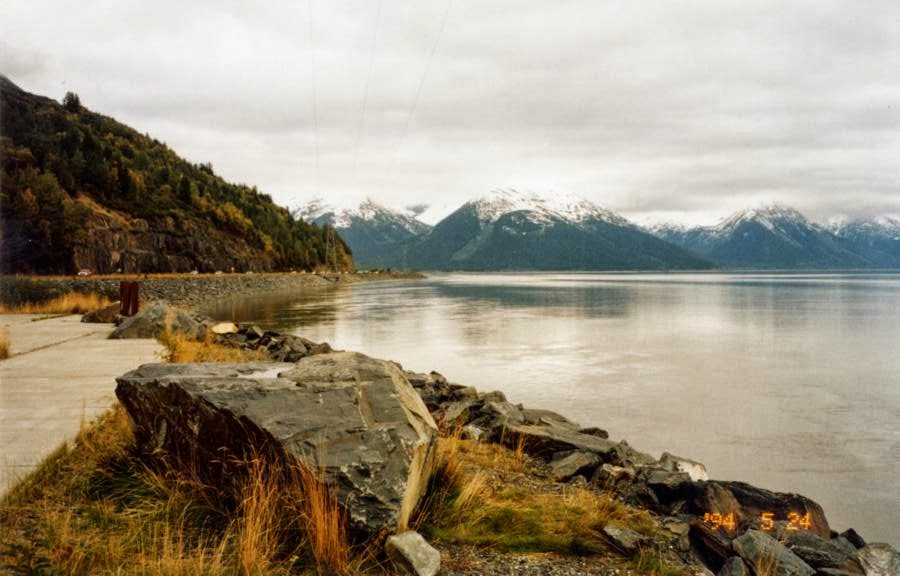
Sur Bird Point
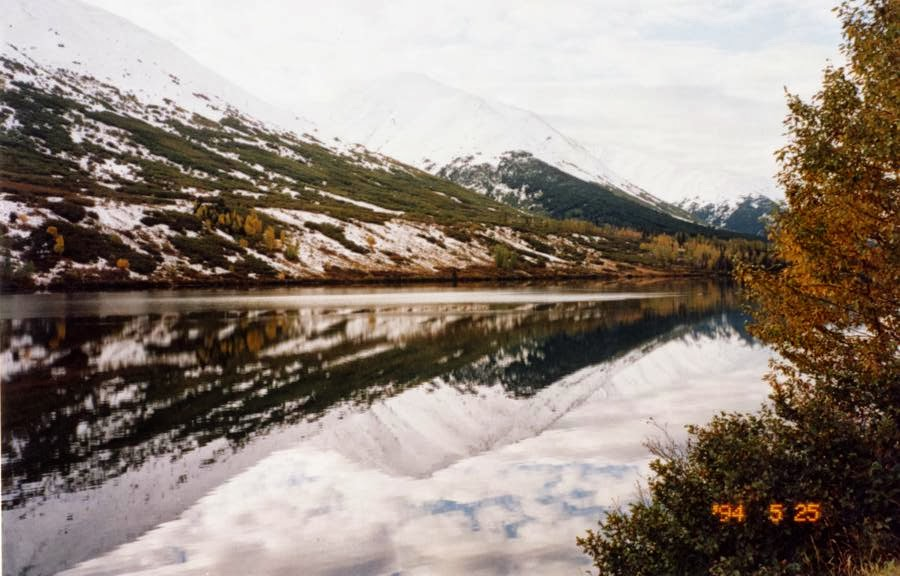
Summit lac